# ریکاردو بولزان
ریکاردو بولزان (انگلیسی: Riccardo Bolzan؛ زادهٔ ۱ سپتامبر ۱۹۸۴) بازیکن فوتبال اهل ایتالیا است.